# Charlotte Amélie Wilhelmine de Schleswig-Holstein-Sonderbourg-Plön
Charlotte Amélie Wilhelmine de (Schleswig-)Holstein-Plön (Charlotte Amalie Vilhelmine af Slesvig-Holsten-Pløn en danois) (23 avril 1744 – 11 octobre 1770), est une princesse du duché de Schleswig-Holstein-Sonderbourg-Plön (ou de Holstein-Plön), une branche cadette de la famille royale danoise. Elle est née à Plön de Frédéric-Charles de Schleswig-Holstein-Plön et son épouse la comtesse Christiane Armgard von Reventlow, le quatrième de ses cinq enfants.

## Biographie
Comme son seul frère est mort en bas âge, en 1740, le petit duché de Plön est destiné à revenir au domaine royal du roi de Danemark à la mort de leur père. Ainsi, ses parents sont libérés de la coutume visant à limiter le trousseau de mariage des filles pour maximiser le patrimoine d'un héritier mâle. En conséquence, et exceptionnellement, l'une des quatre sœurs entre dans un couvent: l'aînée, Sophie (1732-1757), devient chanoinesses en 1753, et un an plus tard, diaconesse de l'Abbaye de Quedlinbourg, tandis que les trois autres princesses sont tous autorisées à se marier. Charlotte Amélie est la première de ses sœurs à marier, à Reinfeld le 26 mai 1762 à son cousin, Frédéric-Christian Ier de Schleswig-Holstein-Sonderbourg-Augustenbourg. Deux ans plus tard, Frédéric-Christian renonce à toute réclamation qu'il pourrait avoir sur le duché de Plön et, en retour, reçoit de la couronne danoise, le château de Sonderbourg, le domaine de Gammelgaard avec Gundestrup et les fiefs de Ronhave, Langenvorwerk, Kekinisgaard et Maibullgaard, tous situés sur l'île de Ahlsen ou à proximité de celui de Sundeved dans la région de Sonderbourg.
Ils ont eu sept enfants:
- Louise Christine Caroline (16 février 1763 – 27 janvier 1764).
- Louise Christine Caroline (17 février 1764 – 2 août 1815).
- Frédéric-Christian II de Schleswig-Holstein-Sonderbourg-Augustenbourg (28 septembre 1765 – 14 juin 1814), marié à Louise Augusta de Danemark.
- Frédéric Charles Émile (8 mars 1767 – 14 juin 1841), général danois, marié à Leipzig 29 septembre 1801 sans le consentement ou la reconnaissance du duc ou du roi, à Sophie Éléonore Frédérique von Scheel (1776-1836), fille de Jürgen Eric von Scheel et Anne Dorothée von Ahlefeldt.
- Charles-Auguste de Suède (9 juillet 1768 – 28 mai 1810), général danois, et plus tard sélectionné comme Prince héritier de Suède comme Karl August, mais, il meurt avant d'hériter du trône.
- Sophie Amélie (10 août 1769 – 6 octobre 1769).
- Charles Guillaume (4 octobre 1770 – 22 février 1771).

Le couple consacre une partie de sa fortune à la construction du palais d'Augustenbourg.
Charlotte Amélie est morte à Augustenbourg âgée de 26 ans, sept jours après la naissance de son dernier enfant.